# Горинг, Питер
Гарри Горинг (англ. Harry Goring), также известный как Питер Горинг (англ. Peter Goring; 2 января 1927 — декабрь 1994) — английский футболист, выступавший на позиции полузащитника и нападающего. Известен по играм за лондонский «Арсенал».

## Биография
Уроженец местечка Бишопс-Клив (Глостершир), один из шести братьев. Начинал игровую карьеру в клубе «Челтнем Таун», став забивным центральным нападающим. В январе 1948 года перешёл в лондонский «Арсенал» за сумму в 1 тысячу фунтов стерлингов, однако играл преимущественно за резерв. В 1949 году участвовал в турне по Бразилии, а 24 августа 1949 года провёл первый матч в Футбольной лиге против «Челси» (победа 2:1). В сезоне 1949/1950 с командой занял 5-е место в лиге и выиграл Кубок Англии, забив в 29 матчах 21 гол и заняв 2-е место в рейтинге лучших бомбардиров. В сезоне 1950/1951 он уже забил 16 голов.
В связи с приходом в клуб Клиффа Холтона Горинг стал чаще выпадать из основного состава: в сезоне 1951/1952 он провёл 19 матчей всего и забил 5 голов. В следующем сезоне он выходил в стартовом составе уже чаще, проведя 29 матчей и забив 10 голов, а также принял участие в матче 1 мая 1953 года против «Бернли», в котором «Арсенал» взял верх 3:2 и по разнице забитых голов сумел занять первое место и выиграть Футбольную лигу. В том же году вышел с «Арсеналом» в финал Кубка Англии.
В следующем сезоне 1953/1954 Горинг вчистую проиграл Холтону место в стартовом составе, сыграв всего два матча до Рождества и проведя ещё четыре матча в конце турнира, а его команда заняла 12-е место. В 9 матчах, проведённых в том сезоне, он не отличился ни разу, чаще выходя на позиции центрального нападающего. В сезоне 1954/1955 команда проиграла в стартовом туре «Ньюкаслу» 1:3, вследствие чего тренер команды Том Уиттакер вынужден был исключить из состава пять человек, а Питер Горинг стал играть на позиции правого полузащитника, проведя там 41 матч до конца сезона. В следующем сезоне он провёл ещё 37 матчей, попав в сборную Футбольной лиги, которая играла против сборной Вест-Индии в 1955 году.
В 1956 году после кончины Уиттекера тренером команды стал Джек Крейстон, при котором Горинг сыграл всего 10 матчей в сезоне 1957/1958 и два в сезоне 1958/1959. Последним его матчем в «Арсенале» стал матч 24 февраля 1959 года против «Лидса»: к тому моменту он отыграл 220 матчей и забил 51 гол в Футбольной лиге Англии, а всего сыграл 240 матчей и забил 53 гола.
Летом 1959 года он ушёл в «Бостон Юнайтед», отыграв три матча в сезоне 1959/1960. После окончания карьеры он занялся бизнесом как владелец скотобойни в Челтенеме, играя в гольф. С сентября 1968 по октябрь 1979 был тренером клуба «Форест Грин Роверс».

## Достижения
- Чемпион Англии: 1952/1953
- Обладатель Кубка Англии: 1949/1950
- Обладатель Суперкубка Англии: 1948, 1953